# Ден ла Боц
Деніел ла Боц (англ. Daniel La Botz; нар. 9 серпня 1945) — американський профспілковий активіст, науковець, журналіст і письменник. В 2010 році балотувався до Сенату Сполучених Штатів від Соціалістичної партії США. Член бруклінського відділення Демократичних соціалістів Америки та співредактор соціалістичного журналу New Politics.

## Життєпис
Народився в Чикаго, але виріс у Сан-Дієго, Каліфорнія. Навчався в Південно-Західному коледжі та Університеті Каліфорнії в Сан-Дієго. Під час навчання в коледжі брав участь у протестах проти участі США у війні у В'єтнамі та підтримував United Farm Workers.  Був лідером соціалістичної організації «Солідарність», яка описує себе як «демократичну, революційну соціалістичну, феміністичну, антирасистську організацію» і яка виходить з троцькістської традиції. 
Працював водієм вантажівки та профспілковим організатором. У 1980-х працював журналістом у Чикаго та Мехіко.
Здобув ступінь доктора філософії з американської історії в Університеті Цинциннаті в 1998 році, викладав історію та латиноамериканські студії в Університеті Маямі Університеті Цинциннаті та Університеті Північного Кентуккі. 
В американському лівому русі виступає як прибічник всебічної підтримки України проти російської агресії.

## Праці

### Книжки
- The Crisis of Mexican Labor. University of Texas: Praeger Publishers. 1988. с. 206. ISBN 0-275-92600-1. Архів оригіналу за 3 січня 2022. Процитовано 3 січня 2022.
- Rank and File Rebellion: Teamsters for a Democratic Union. University of Michigan: Verso Books. 1990. с. 336. ISBN 0-86091-505-0. Архів оригіналу за 3 січня 2022. Процитовано 3 січня 2022.
- Edward L. Doheny: Petroleum, Power and Politics in the U.S. and Mexico. Praeger Publishers. 1991. с. 202. ISBN 0-275-93599-X. Архів оригіналу за 3 січня 2022. Процитовано 3 січня 2022.
- A Troublemakers' Handbook: How to Fight Back Where You Work and Win!. Labor Notes. 1991. с. 262. ISBN 0-914093-04-5. Архів оригіналу за 3 січня 2022. Процитовано 3 січня 2022.
- Mask of Democracy: Labor Suppression in Mexico Today. South End Press. 1992. с. 223. ISBN 0-89608-437-X. Архів оригіналу за 3 січня 2022. Процитовано 3 січня 2022.
- Democracy in Mexico: Peasant Rebellion and Political Reform. South End Press. 1995. с. 274. ISBN 0-89608-507-4. Архів оригіналу за 3 січня 2022. Процитовано 3 січня 2022.
- Made in Indonesia: Indonesian Workers Since Suharto. South End Press. 2001. с. 395. ISBN 0-89608-642-9. Архів оригіналу за 3 січня 2022. Процитовано 3 січня 2022.
- Cesar Chavez and La Causa. Pearson Longman. 2006. с. 210. ISBN 0-321-18764-4. Архів оригіналу за 3 січня 2022. Процитовано 3 січня 2022.
- What Went Wrong? The Nicaraguan Revolution--A Marxist Analysis. Brill. 2016. с. 407. ISBN 978-9004291300. Архів оригіналу за 3 січня 2022. Процитовано 3 січня 2022.

### Переклади українською
- Забута грузинська революція: більшовизм і меншовизм [Архівовано 3 січня 2022 у Wayback Machine.] // Спільне, 29.05.2018